# اخترفیزیک
اخترفیزیکٰ یا آستروفیزیک (به انگلیسی: Astrophysics) علمی است که روش‌ها و اصل‌های فیزیک را در مطالعه اشیا و پدیده‌های اخترشناختی به کار می‌گیرد. از میان موضوع‌های مورد مطالعه در این زمینه، خورشید، دیگر ستارگان، کهکشان‌ها، سیاره‌های فراخورشیدی، محیط میان ستاره‌ای و پس‌زمینه ریزموج کیهانی هستند. اخترفیزیک شاخه‌ای از ستاره‌شناسی است که اصول فیزیک و شیمی را «برای تعیین ماهیت بدن آسمانی، به جای موقعیت و حرکت آن‌ها در فضا» به کار می‌برد. اشیاء مورد مطالعه در این رشته، خورشید، ستاره‌های دیگر، کهکشان‌ها، سیارات فراخورشیدی، میان‌ستاره‌ای و پس‌زمینهٔ مایکروویو کیهانیست. انتشار آن‌ها در تمام قسمت‌های طیف الکترومغناطیسی مورد بررسی قرار گرفته و خواص بررسی‌شده شامل نوردهی، تراکم، درجه حرارت و ترکیب شیمیائیست. از آنجائی که اخترفیزیک موضوعی بسیار وسیع است، اخترفیزیکدانها معمولاً از بسیاری از رشته‌های فیزیک، از جمله مکانیک، الکترومغناطیس، مکانیک آماری، ترمودینامیک، مکانیک کوانتومی، نسبیت، فیزیک هسته‌ای و ذرات و فیزیک اتمی و مولکولی استفاده می‌کنند.
در عمل، تحقیقات نجومی مدرن اغلب شامل مقدار قابل توجهی از کار در عرصهٔ فیزیک نظری و مشاهدات است. برخی از حوزه‌های مطالعاتی که برای اخترفیزیک‌ها انجام می‌شود عبارتند از تلاش‌های آن‌ها برای تعیین: خواص مادهٔ تاریک، انرژی تاریک و سیاهچاله‌ها؛ آیا زمان سفر امکان‌پذیر است؟ کرم‌چاله‌ها می‌توانند شکل بگیرند؟ یا چند نوع وجود داشته باشند؟ و سرنوشت نهائی جهان چیست؟ مباحثی که توسط فیزیکدانان ستاره‌ای نظری مورد مطالعه قرار گرفت عبارتند از: تشکیل و تکامل سیستم خورشیدی؛ دینامیک و تکامل ستارگان؛ شکل‌گیری و تکامل کهکشان؛ ساختار بزرگ مقیاس ماده در جهان؛ منشأ پرتو کیهانی؛ نسبیّت عام و کیهان‌شناسی فیزیکی، از جمله کیهان‌شناسی رشته‌ای و فیزیک ذرّات.

## تاریخچه

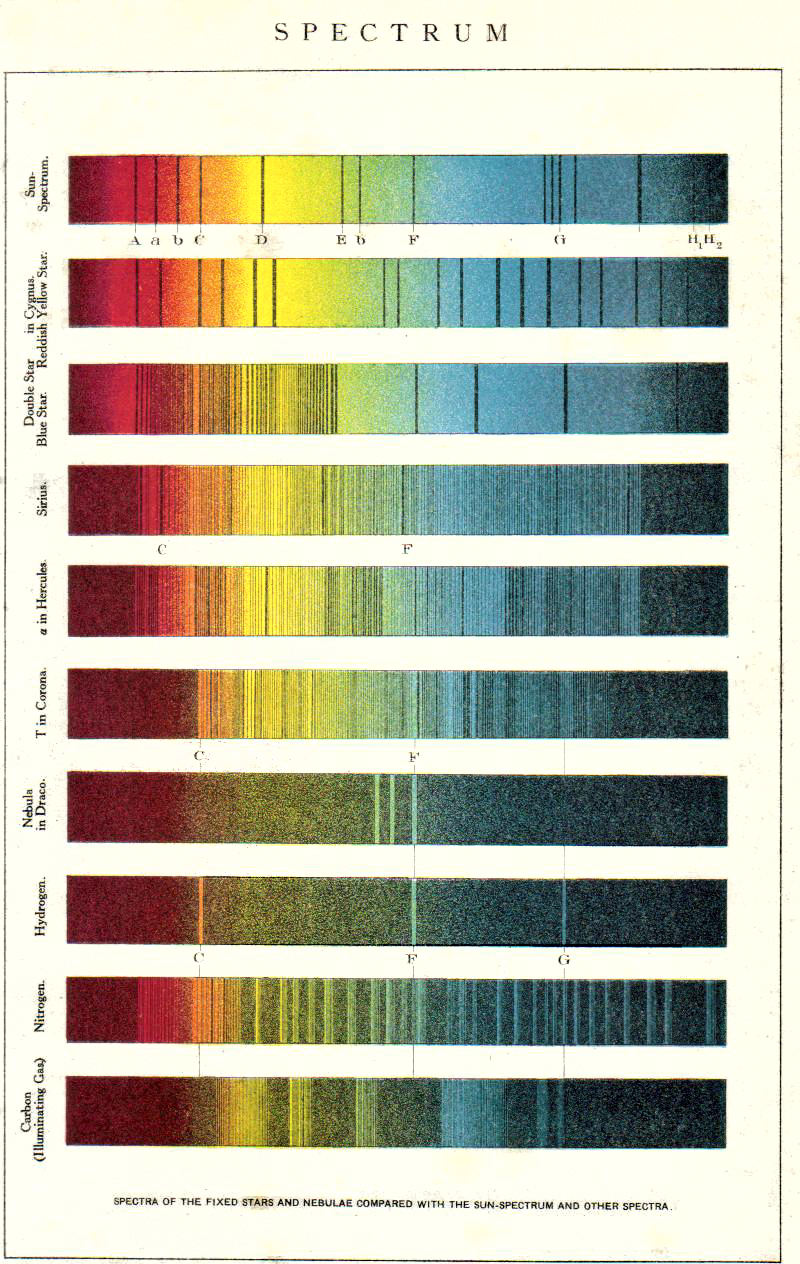
مقایسه قرن بیست و یکم طیف‌های عنصری، خورشیدی و ستارگان

اگر چه اخترشناسی به همان اندازه تاریخی است که تاریخ خود را ثبت کرده‌است، اما از مطالعه فیزیک زمین جدا شده‌است. در جهان بینی ارسطویی، بدنهای آسمان به نظر می‌رسید که حوزه‌های تغییرناپذیری بودند که تنها حرکت یک حرکت یکنواخت در یک دایره بود، در حالی که جهان دنیایی، قلمروی است که تحت رشد و انقراض قرار داشت و در آن حرکت طبیعی در خط مستقیم بود و زمانی که جابجایی به مقصد رسید در نتیجه، تصور می‌شد که منطقه آسمانی از یک ماده اساساً متفاوت از آنچه در کره زمین پیدا شده بود ساخته شده‌است؛ یا آتش به عنوان توسط افلاطون، یا اتر نگهداری شده توسط ارسطو حفظ شده‌است. در طول قرن ۱۷ میلادی، فیلسوفان طبیعی مانند گالیله، دکارت و نیوتون شروع به تثبیت نمودند که مناطق آسمانی و زمینی از مواد مشابهی ساخته شده و تحت قوانین طبیعی قرار گرفته‌اند. چالش آن‌ها این بود که ابزار هنوز اختراع نشده بود که بتواند این اظهارات را اثبات کند.
برای بسیاری از قرن نوزدهم، تحقیقات نجومی بر روی کار روزمره اندازه‌گیری موقعیت‌ها و محاسبه حرکات اجسام نجومی متمرکز بود. نجوم جدیدی که به زودی به عنوان آستروفیزیک نامیده می‌شود، هنگامی که ویلیام هاید والستن و یوزف فون فراونهوفر به‌طور مستقل کشف کردند، هنگامی که تجزیه نور از خورشید آغاز شد، بسیاری از خطوط تاریک (مناطقی که نور کم یا کم نور وجود دارد) مشاهده شد در طیف تا سال ۱۸۶۰ فیزیکدان گوستاو کیرشهف و شیمیدان روبرت بونزن نشان دادند که خطوط تاریک در طیف خورشید با خطوط روشن در طیفهای گازهای شناخته شده، خطوط خاص مربوط به عناصر شیمیایی منحصر به فرد هستند. کیرشهف دریافت که خطوط تاریک در طیف خورشید توسط جذب عناصر شیمیایی در جو زمین ایجاد شده‌است. به این ترتیب اثبات شد که عناصر شیمیایی موجود در خورشید و ستارگان نیز بر روی زمین یافت شده‌است.
در میان کسانی که مطالعه طیف خورشیدی و ستارگانی را گسترش داد، نورمن لاکیر، که در سال ۱۸۶۸ خطوط روشن و تاریک در طیف خورشیدی را تشخیص داد، گسترش یافت. ادوارد فرانکلند، شیمیدان، برای بررسی طیف عناصر در دمای و فشارهای مختلف، او نمی‌توانست یک خط زرد در طیف خورشیدی با هیچ عنصر شناخته شده مرتبط کند؛ بنابراین او ادعا کرد که خط نشان دهنده یک عنصر جدید است، که پس از Helios یونانی، خورشید شخصیت هلیوم نامیده می‌شود.
در سال ۱۸۸۵، ادوارد چارلز پیکرینگ یک برنامه بلند پروازانه از طبقه‌بندی طیفی ستاره‌ای در رصدخانه کالج هاروارد، که در آن یک کامپیوترهای هاروارد، به ویژه ویلیامینا فلمینگ، آنتونیا مووری و آنی جامپ کانن، طیفهای ضبط شده بر روی صفحات عکاسی را طبقه‌بندی کردند. تا سال ۱۸۹۰، یک کاتالوگ از بیش از ۱۰٬۰۰۰ ستاره تهیه شده بود که آن‌ها را به سیزده نوع طیفی تقسیم کرد. به دنبال چشم‌انداز پیکرینگ، تا سال ۱۹۲۴ کانن این فهرست را به ۹ جلد و بیش از یک چهارم یک میلیون ستاره گسترش داد و توسعه مجموعه رده‌بندی ستارگان هاروارد را که برای استفاده‌های جهانی در سال ۱۹۲۲ پذیرفته شد.
در سال ۱۸۹۵، جرج الری هیل و جیمز ادوارد کیلر همراه با یک گروه از ۱۰ سردبیر مجله از اروپا و ایالات متحده، مجله Astrophysical منتشر شد: بررسی بین‌المللی طیفی و فیزیک نجومی. در نظر گرفته شده بود که مجله شکاف میان مجلات علمی در نجوم و فیزیک را پر می‌کند و محل برگزاری نشریات مقالاتی را دربارهٔ کاربردهای نجومی اسپکتروسکوپ ارائه می‌دهد؛ در تحقیقات آزمایشگاهی، نزدیک به فیزیک نجومی، از جمله تعیین طول موج طیف‌های فلزی و گاز و آزمایش‌ها بر روی تابش و جذب؛ در نظریه‌های خورشید، ماه، سیارات، ستاره‌های دنباله دار، شهاب سنگ‌ها و سحابی ها؛ و در ابزار دقیق برای تلسکوپ و آزمایشگاه‌ها.
در حدود ۱۹۲۰، پس از کشف نمودار هرتسپرونگ راسل که هنوز هم به عنوان پایه‌ای برای طبقه‌بندی ستاره‌ها و تکامل آن‌ها استفاده می‌شود، آرتور استنلی ادینگتون پیش‌بینی کرده‌است که کشف و مکانیزم فرایندهای همجوشی هسته‌ای در ستارگان، در مقاله خود، «قانون اساسی ستاره‌ها». در آن زمان منبع انرژی ستاره‌ای یک رمز کامل بود؛ ادینگتون به درستی حدس زد که منبع همجوشی هیدروژن در هلیوم است و انرژی عظیم را براساس معادله انیشتین E = mc2 آزاد می‌کند. این پیشرفت بسیار قابل توجهی بود که از زمان همجوشی و انرژی هسته‌ای ترموکوپل و حتی ستارگان به‌طور عمده از هیدروژن تشکیل شده بود (هنوز متلاشی شده‌است) هنوز کشف نشده‌است.
در سال ۱۹۲۵، سیسیلیا پین گیپچکن یک مقاله دکتری نفوذی در کالج رادکلیف نوشت، که در آن او تئوری یونیزاسیون را به اتمسفرهای ستاره‌ای اعمال کرد تا کلاس‌های طیفی را به دمای ستاره‌ها مرتبط کند. مهم‌تر از همه، او کشف کرد که هیدروژن و هلیوم جزء اصلی ستاره هستند. با وجود پیشنهاد ادینگتون، این کشف خیلی غیرمنتظره بود که خوانندگان پایان‌نامه او را متقاعد ساخت تا نتیجه را قبل از انتشار منتشر کند. با این حال، تحقیقات بعدی او را کشف کرد.
در اواخر قرن بیستم مطالعات طیف نجومی برای پوشش دادن طول موج‌هایی که از امواج رادیویی از طریق طول موج‌های نوری، اشعه ایکس و گام گسترش می‌یافت گسترش می‌یافت. در قرن بیست و یکم، آن را بیشتر گسترش داد تا شامل مشاهدات بر اساس امواج گرانشی باشد.

## ستاره‌شناسی مشاهداتی

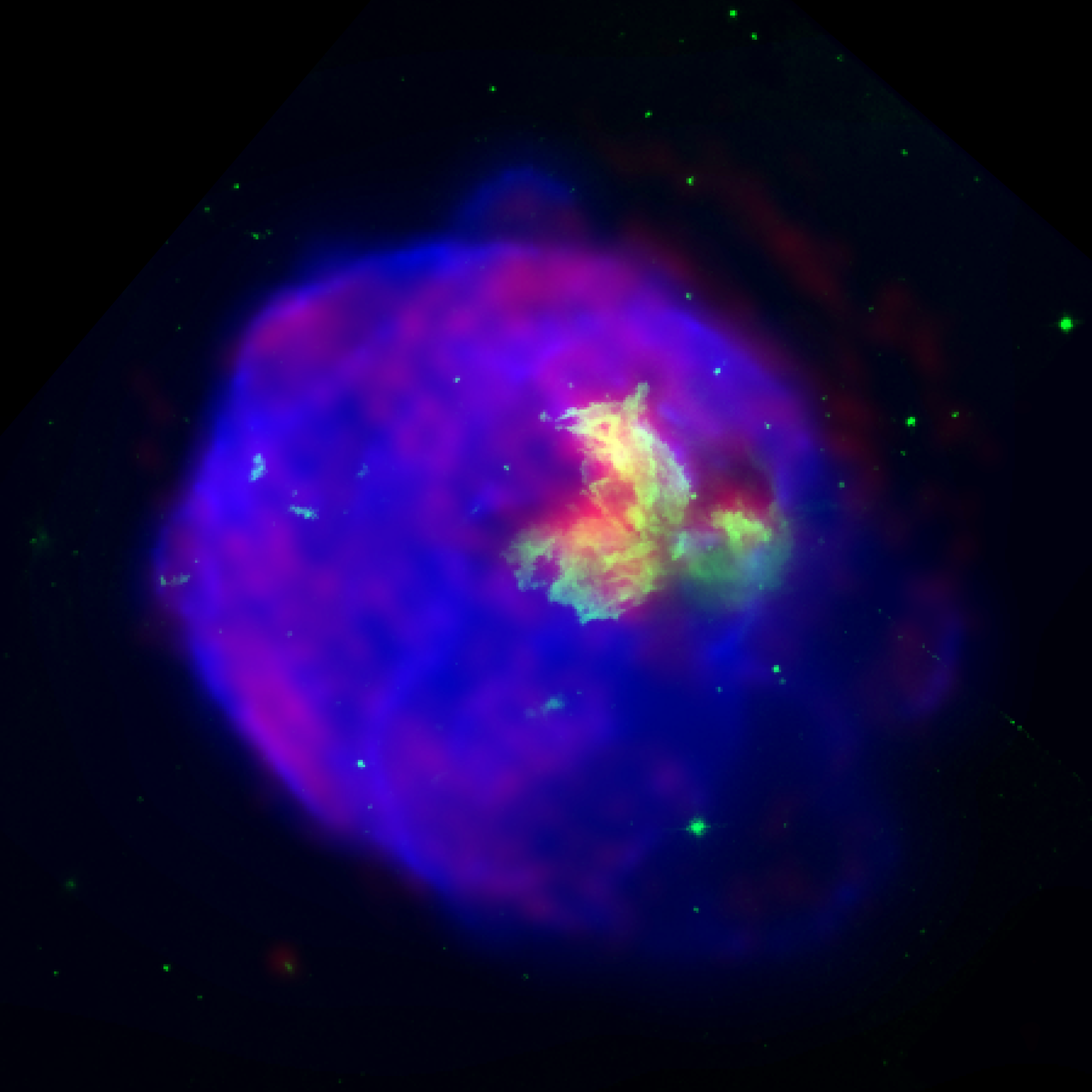
باقی مانده از ابرنواختر LMC N 63A تصویربرداری در اشعه ایکس (آبی)، نور (سبز) و رادیو (قرمز) طول موج. تابش اشعه ایکس از طریق ماده‌ای که به وسیله موج انفجار ابرنواختر ایجاد می‌شود تا حدود ۱۰ میلیون درجه سانتیگراد گرم می‌شود.

ستاره‌شناسی مشاهداتی، تقسیم علم نجومی است که مربوط به ضبط داده‌ها است، در مقایسه با استروئی فیزیک نظری که عمدتاً مربوط به یافتن معیارهای قابل اندازه‌گیری از مدل‌های فیزیکی است. این عمل مشاهده اشیاء آسمانی با استفاده از تلسکوپ و دیگر دستگاه‌های نجومی است.
اکثریت مشاهدات فیزیک ستارگان با استفاده از طیف الکترومغناطیسی ساخته می‌شوند.
اخترشناسی رادیویی با طول موج بیشتر از چند میلی‌متر است. مناطق نمونه مطالعه امواج رادیویی هستند که معمولاً توسط اجسام سرد مانند محیط میان‌ستاره‌ای و ابرهای گرد و غبار منتشر می‌شوند. تابش پس زمینه مایکروویو کیهانی که انتقال به سرخ از انفجار بزرگ است؛ تپنده‌ها، که برای اولین بار در فرکانس‌های مایکروویو تشخیص داده شد. مطالعه این امواج به تلسکوپ‌های رادیویی بسیار بزرگ نیاز دارد.
اشعه مادون قرمز مطالعه تابش با طول موج است که بیش از حد طولانی است که برای چشم غیر مسلح قابل مشاهده است، اما کوتاه‌تر از امواج رادیویی است. مشاهدات مادون قرمز معمولاً با تلسکوپ‌های مشابه تلسکوپ‌های نوری آشنا ساخته می‌شود. اشیاء سردتر از ستارگان (مانند سیارات) معمولاً در فرکانس‌های مادون قرمز مورد مطالعه قرار می‌گیرند.
نجوم نوری قدیمی‌ترین نوع نجوم است. تلسکوپ‌های با دستگاه شارژ همراه یا اسپکتروسکوپ زوج رایج‌ترین ابزار مورد استفاده هستند. جو زمین، تا حدودی با مشاهدات نوری تأثیر می‌گذارد، به همین دلیل استفاده از تلسکوپ فضایی و تلسکوپ فضایی برای به دست آوردن بالاترین کیفیت تصویر امکان‌پذیر است. در این محدوده طول موج، ستارگان بسیار قابل مشاهده هستند و بسیاری از طیف‌های شیمیایی را می‌توان برای مطالعه ترکیب شیمیایی ستاره‌ها، کهکشان‌ها و سحابی‌ها مشاهده کرد.
اشعه ماوراء بنفش، اشعه ایکس و اشعه گاما مطالعه فرایندهای بسیار پر انرژی مثل تلسارهای دوتایی، سیاه چاله‌ها، مغناطیس‌ها و بسیاری دیگر است. این نوع تابش به خوبی به جو زمین نفوذ نمی‌کند. دو روش برای استفاده از این قسمت از تلسکوپ‌های مبتنی بر طیف الکترومغناطیسی فضایی و چشمه‌های تلسکوپ فضایی Cherenkov (IACT) وجود دارد. نمونه‌هایی از مشاهدات از نوع اول RXTE، رصدخانه اشعه X Chandra و رصدخانه گامای کپتون گاما است. نمونه‌هایی از IACTها عبارتند از: سیستم استریوسکوپ با انرژی بالا (H.E.S.S.) و تلسکوپ MAGIC.
به غیر از تابش الکترومغناطیسی، ممکن است چند چیز از زمین مشاهده شود که از فاصله‌های بزرگ حاصل می‌شود. چند رصدخانه موج گرانشی ساخته شده‌اند، اما امواج گرانشی برای شناسایی بسیار دشوار است. مشاهدات نوری نظری نیز در درجه اول برای مطالعه خورشید ما ساخته شده‌است. اشعه کیهانی که از ذرات انرژی بسیار بالایی برخوردار است می‌تواند به جو زمین برسد.
مشاهدات نیز می‌توانند در مقیاس زمانی خود متفاوت باشند. مشاهدات نوری بیشتر دقیقه به ساعت می‌انجامد، بنابراین پدیده‌هایی که سریعتر از این تغییر می‌کنند، قابل مشاهده نیستند. با این حال، اطلاعات تاریخی در مورد برخی از اشیاء در دسترس است، قرن‌ها یا هزاران سال است. از سوی دیگر، مشاهدات رادیویی ممکن است به وقایع در یک دوره زمانی (پولسار میلی ثانیه) نگاهی بیندازد یا سال‌ها داده را ترکیب کند (مطالعات تضعیف پولسار). اطلاعات به دست آمده از این زمان‌بندی‌های مختلف بسیار متفاوت است.
مطالعه خورشید بسیار خاص ما در رشته فیزیک مشاهدهی جایگاه ویژهای دارد. با توجه به فاصله فوق‌العاده‌ای از تمام ستاره‌های دیگر، خورشید را می‌توان در یک نوع جزئیات مشاهده کرد که هیچ‌یک از ستارگان بی‌نظیر دیده نمی‌شود. درک ما از خورشید ما به عنوان راهنما برای درک ما از ستاره‌های دیگر عمل می‌کند.
موضوع این که چگونه ستارگان تغییر می‌کنند یا تکامل ستارگان اغلب با قرار دادن انواع انواع ستاره‌ها در موقعیت‌های مربوط در نمودار هرتزپروانگ-راسل، که می‌تواند به عنوان نمایندگی از یک حالت ستاره ای، از زمان تولد تا نابودی مشاهده شود، مدل‌سازی می‌شود.

## اخترفیزیک نظری
استروفی فیزیکدانان نظری از طیف وسیعی از ابزارها استفاده می‌کنند که شامل مدل‌های تحلیلی (به عنوان مثال، پلیوتوپ‌ها برای تقریب رفتار یک ستاره) و شبیه‌سازی‌های عددی محاسباتی است. هر کدام دارای مزایایی هستند مدل‌های تحلیلی یک فرایند به‌طور کلی برای ارائه بینش به قلب آنچه اتفاق می‌افتد بهتر است. مدل‌های عددی می‌توانند وجود پدیده‌ها و اثراتی را که در غیر اینصورت دیده نشوند نشان دهند.
نظریه پردازان در اخترفیزیک تلاش می‌کنند تا مدل‌های نظری را ایجاد کنند و پیامدهای مشاهداتی این مدل‌ها را تشخیص دهند. این به ناظران اجازه می‌دهد اطلاعاتی را جستجو کنند که بتوانند یک مدل را رد کنند یا در انتخاب بین چندین مدل متناوب یا متضاد کمک کنند.
نظریه پردازان نیز سعی می‌کنند مدل‌های تولید شده یا اصلاحاتی را که داده‌های جدید را در نظر گرفته‌اند، تغییر دهند. در مورد ناسازگاری، تمایل عمومی این است که سعی کنید تغییرات جزئی را در مدل به تناسب داده‌ها انجام دهید. در برخی موارد، مقدار زیادی داده‌های متناقض در طول زمان ممکن است منجر به رها شدن کامل یک مدل شود.
موضوعات مورد مطالعه توسط استروفی فیزیکدانان نظری عبارتند از: دینامیک ستاره‌ای و تکامل؛ شکل‌گیری و تکامل کهکشان؛ ساختار بزرگ مقیاس ماده در جهان؛ منشأ اشعه کیهانی؛ نسبیت عام و کیهان‌شناسی فیزیکی، از جمله کیهان‌شناسی رشته‌ای و فیزیک ذرات. نسبیت فیزیک ستارگان به عنوان یک ابزار برای سنجش خواص ساختارهای مقیاس بزرگ عمل می‌کند که گرانش نقش مهمی در پدیده‌های فیزیکی مورد بررسی قرار می‌دهد و به عنوان پایه فیزیک سیاه چاله و مطالعه امواج گرانشی شناخته می‌شود.
برخی از نظریه‌ها و مدل‌های مورد مطالعه در اخترفیزیک که در مدل لامبدا CDM نیز موجود است، عبارتند از: انفجار بزرگ، تورم کیهانی، ماده تاریک، انرژی تاریک و نظریه‌های اساسی فیزیک. کرم‌ها نمونه‌هایی از فرضیه‌هایی هستند که تاکنون اثبات نشده (یا نادرست است).

## محبوب شدن

نرگس ماولوالا اخترفیزیکدان پاکستانی

ریشه‌های آستروفیزیک را می‌توان در ظهور قرن هفدهم یک فیزیک متحد یافت، که در آن قوانین مشابه به عرصه‌های آسمانی و زمین اعمال می‌شود. دانشمندان بودند که در فیزیک و نجوم بودند که پایهٔ پایه‌ای برای علم جاری آستروفیزیک گذاشته بودند. در زمان‌های مدرن، دانش آموزان همچنان به اخترفیزیک به دلیل محبوبیت آن توسط انجمن نجوم سلطنتی و مربیان برجسته مانند استادان برجسته، لاورنس کراوس، سوبرامانیان چاندراسخار، استیون هاوکینگ، هیوبرت ریوس، کارل ساگان و نیل دگراس تایسون، به کار گرفته شده‌اند. تلاش‌های دانشمندان زود، دیر و حال، جوانان را جذب می‌کند تا تاریخ و علوم اختر فیزیک را مطالعه کنند.

## گرایش‌ها
- کیهان‌شناسی
- فیزیک خورشیدی
- اخترشناسی
- نجوم رصدی

## بیشتر خواندن
- Longair, Malcolm S. (2006), The Cosmic Century: A History of Astrophysics and Cosmology, Cambridge: Cambridge University Press, ISBN 978-0-521-47436-8
- Astrophysics Scholarpedia Expert articles